# アル (ものまねタレント)
アル（ある、1995年5月12日 - ）は、日本のものまねタレントである。東京都町田市出身。株式会社アイデンティカル所属。渡辺直美のそっくりさん、ものまねタレントである。

## 略歴
渡辺直美に似てるね、と周りから言われる事が多くなり、ものまねタレントを目指すこととなる。たまたま地元で見たものまねタレント宮川大好に感銘を受け、自ら所属事務所に連絡、彼の弟子となりものまねを１から学ぶ事となる。
2016年11月、フジテレビのバラエティ番組、関ジャニ∞クロニクルの自称そっくりさんコーナーに出演。時を同じくして新宿そっくり館キサラのオーディションに合格。
2016年12月、そっくり館キサラに出演。ものまねタレントとしてデビュー。
2017年1月、タレントコロッケがプロデュースする、ものまねエンターテイメントライブレストラン、「CROKET MIMIC TOKYO」のオープン１周年を記念した、公開オーディションバトルに参加、見事に合格しCORKET MIMIC TOKYOの出演権を獲得した。

## 出演

### 2017年
- 関ジャニ∞クロニクル（フジテレビ、1月21日 - ）

- ニンゲン観察バラエティ モニタリング（TBSテレビ、5月25日 - ）